# Wald-Gelbstern
Der Wald-Gelbstern (Gagea lutea), auch Gewöhnlicher Gelbstern oder Wald-Goldstern genannt, ist eine Pflanzenart aus der Gattung der Gelbsterne (Gagea).

## Beschreibung

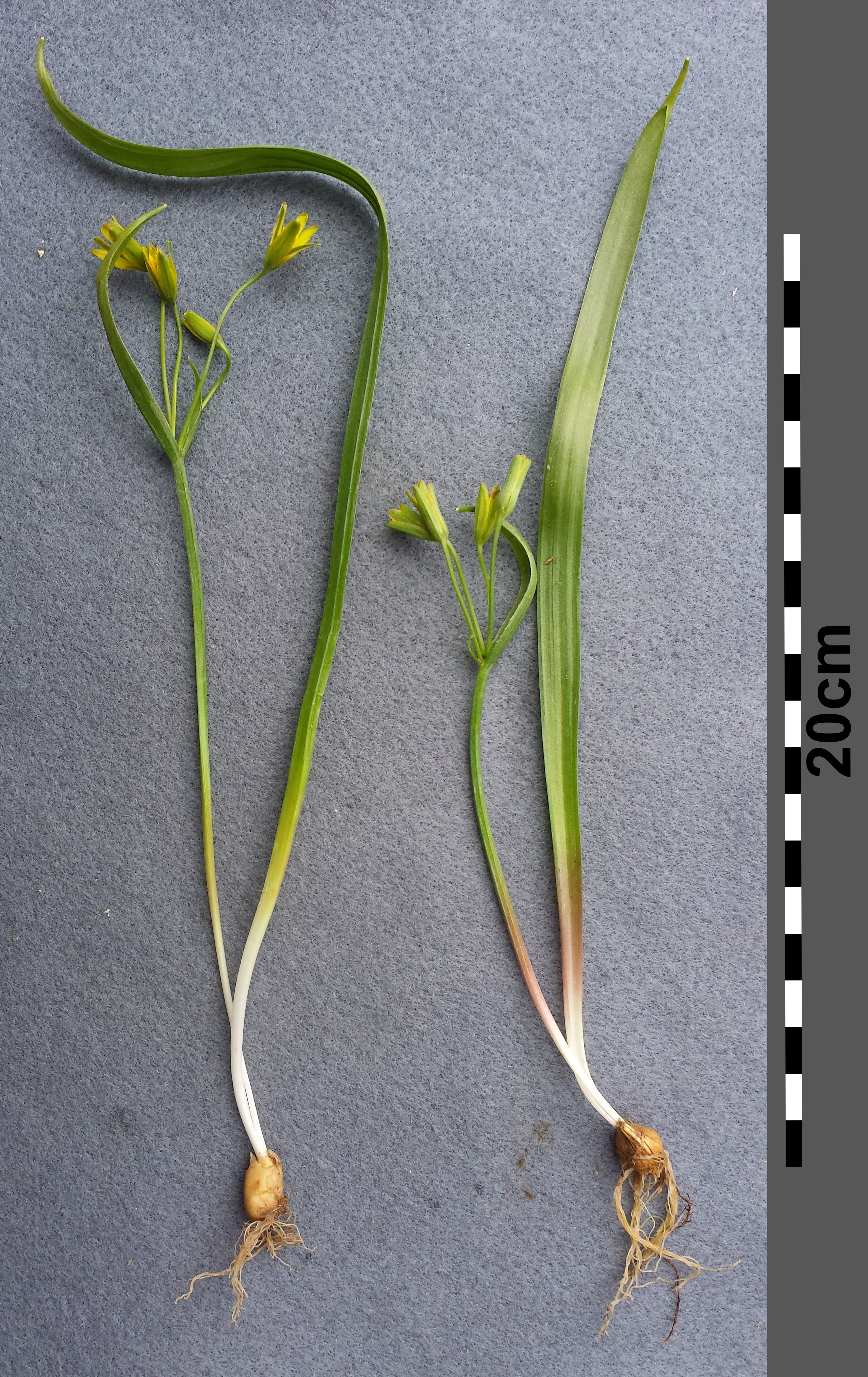
Habitus

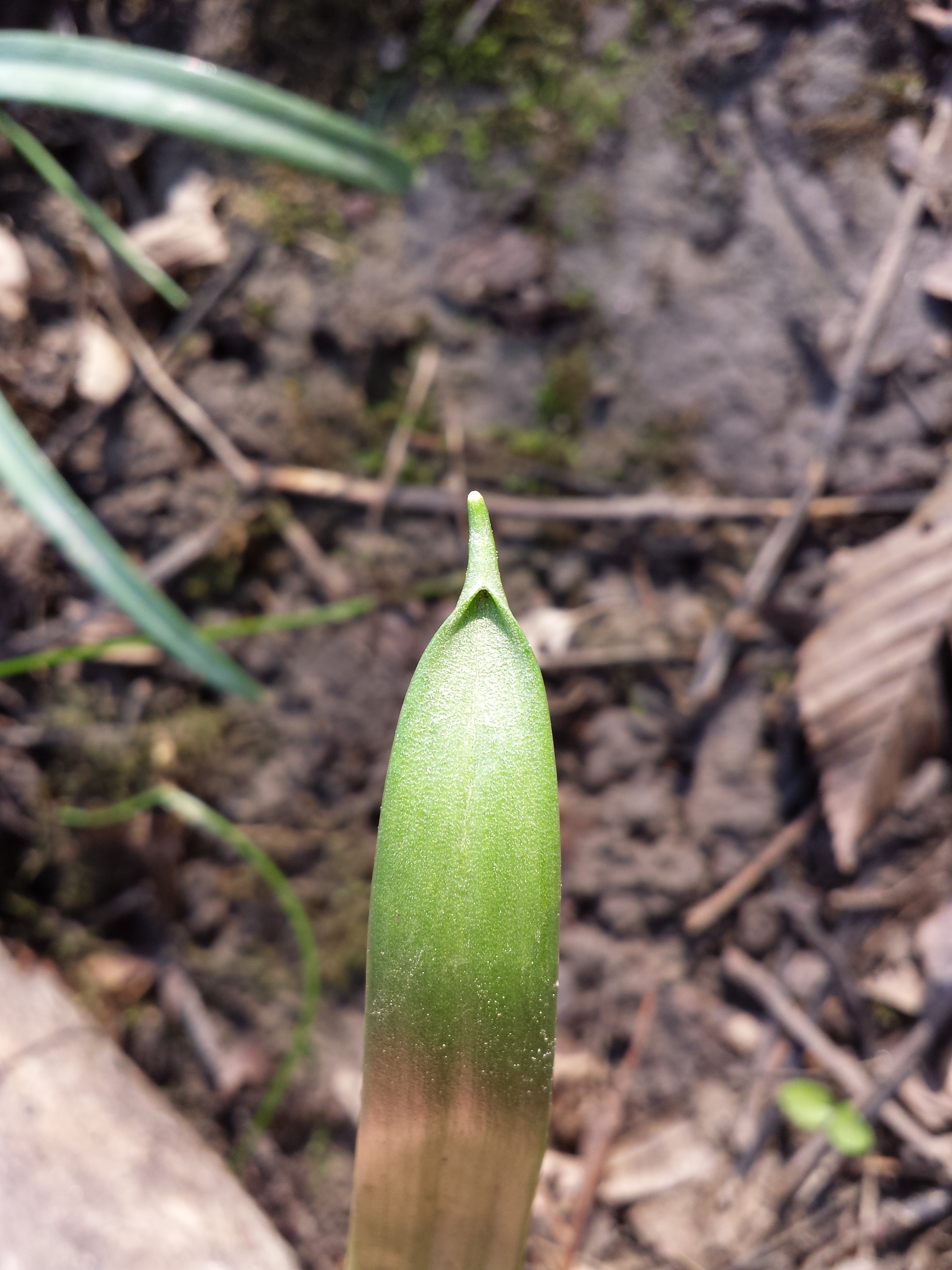
Die Grundblätter haben eine kapuzenförmige Spitze.

### Merkmale
Der Wald-Gelbstern ist eine zierliche, ausdauernde krautige Pflanze. Als Zwiebelgeophyt bildet er unterirdische Zwiebeln als Überdauerungsorgane aus. Diese kennzeichnen fleischige Schuppen, die aus einer Verdickung der Blattscheiden entstehen. Er erreicht Wuchshöhen von 10 bis 30 Zentimetern, was in etwa der Höhe seiner Blütenstände entspricht.
Der Wald-Gelbstern entwickelt ein grundständiges linealisches Laubblatt, das bis zu 10 Millimetern breit ist und schwache Kiele zeigt. An der Spitze läuft das Laubblatt kapuzenartig aus. Die fadenförmigen Jugendblätter sind 5-kantig – im Gegensatz zu den anderen heimischen Gelbstern-Arten, bei denen die fadenförmigen Jugendblätter rund, dreikantig sind oder einen V-förmigen Querschnitt aufweisen. Unter dem Blütenstand werden zwei blattartige, bewimperte Hochblätter ausgebildet, die erkennbar kürzer als das Grundblatt sind. Ansonsten ist der Stängel kahl.
Meist wenige Blüten stehen an einem kahlen Blütenstiel in scheindoldigen Blütenständen zusammen. Die zwittrigen Blüten sind dreizählig. Die sechs goldgelben Blütenhüllblätter sind 12 bis 15 Millimeter lang und laufen meist stumpf aus.
Die fachspaltige Kapselfrucht enthält viele Samen.
Der Wald-Gelbstern ist hexaploid mit einer Chromosomenzahl von 2n = 72.

## Ökologie
Der Wald-Gelbstern ist ein frühjahrsgrüner Zwiebel-Geophyt. Als Frühblüher zieht er frühzeitig ein und ist daher im Sommer nicht mehr sichtbar. Die zu Ende der letzten Vegetationsperiode in die Zwiebel geleiteten und dort gespeicherten Assimilationsüberschüsse bilden das Reservoir für den zeitigen Austrieb und den Aufbau des Sprosssystems im nächsten Jahr. Die Zwiebel sichert auch die vegetative Vermehrung. Selten erfolgt diese auch über Brutzwiebeln, sogenannte Bulbillen, im Blütenstandsbereich. Es liegt dann eine Pseudoviviparie vor.
Seine Blüten sind vormännliche, geruchlose, „Nektar führende Scheibenblumen“. Der Nektar wird in Septalnektarien, d. h. zwischen den Fruchtknotenfächern, gebildet. Bestäuber sind kleine Fliegen, Käfer und Bienen. Bei feuchtem Wetter und vor dem Abblühen ist Selbstbestäubung möglich. Die  Blütezeit ist zwischen März und Mai.
Die Samen  werden über den Wind und durch Ameisen ausgebreitet (für die ein Elaiosom ausgebildet ist). Die Fruchtreife ist von Mai bis Juni.

## Vorkommen

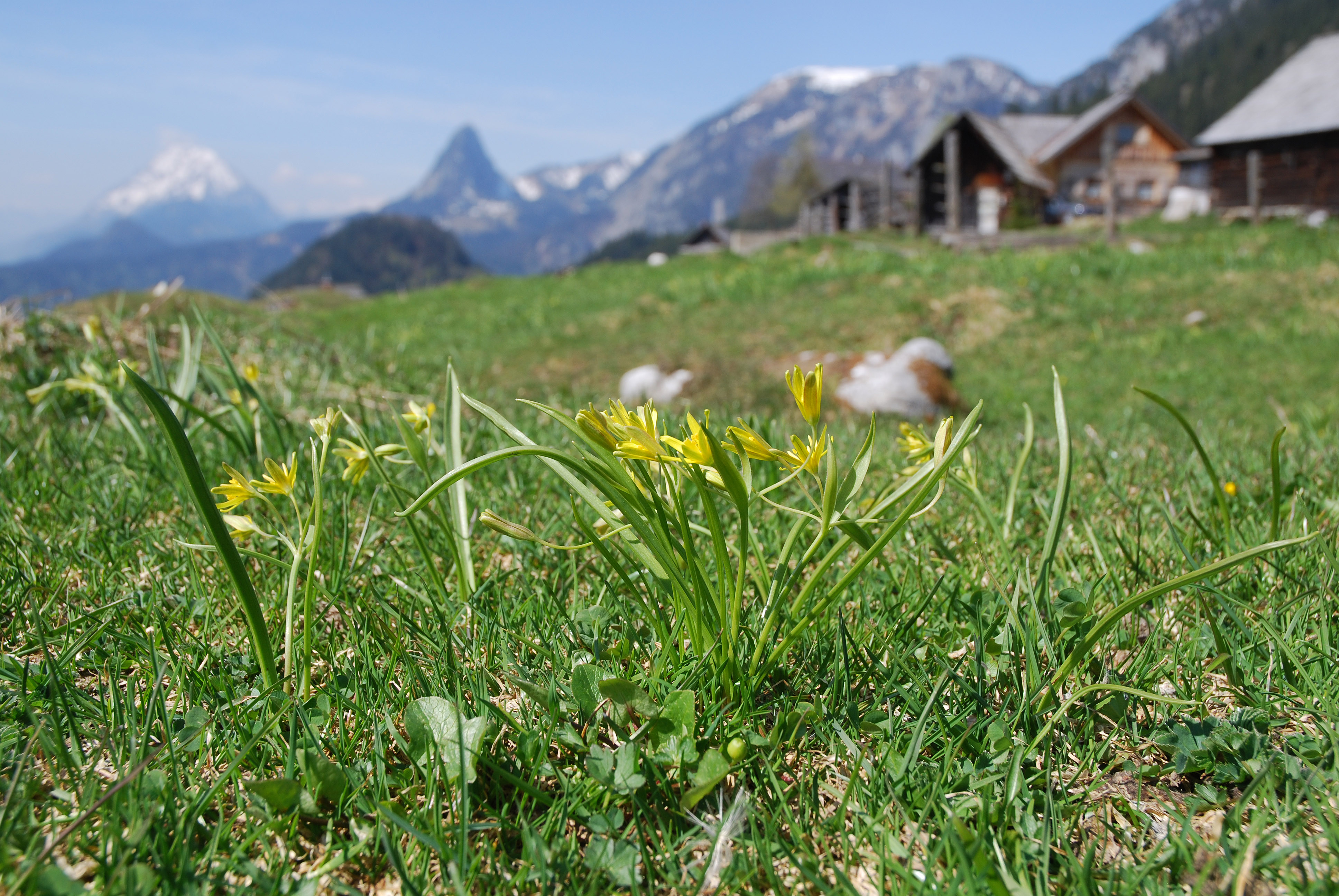
Habitat

Der Wald-Gelbstern besitzt ein disjunktes europäisch-ostasiatisches Verbreitungsgebiet. In Europa liegt der Verbreitungsschwerpunkt von Ostfrankreich bis zum Ural, von Süd-Norwegen und Süd-Schweden im Norden bis Norditalien und dem Balkangebirge im Süden. In Ostasien reicht das Gebiet von Kamtschatka über Sachalin bis zu den Japanischen Inseln. In den Allgäuer Alpen steigt er in Bayern nahe der Koblachhütte nördlich von Warth (Vorarlberg) in eine Höhenlage von bis zu 1920 Meter auf.
Der Wald-Gelbstern kommt in Edellaubwäldern, Auwäldern, Gebüschen, an Bachrändern und in Wiesen vor. Er wächst auf feuchten, nährstoffreichen Mullböden der collinen bis montanen Höhenstufe, besonders über Kalk.
Der Wald-Gelbstern gedeiht meist an schattigen Standorten. Er wächst häufig in Gemeinschaft mit dem Bärlauch. Auch kann man ihn in Gemeinschaft mit dem Gelben Windröschen antreffen. Er ist in Mitteleuropa eine Verbandscharakterart des Alno-Ulmion.

## Taxonomie
Die Neukombination zu Gagea lutea (L.) Ker Gawl. wurde durch John Bellenden Ker Gawler veröffentlicht. Synonyme für Gagea lutea (L.) Ker Gawl. sind beispielsweise: Gagea erubescens Besser, Gagea burnatii A.Terracc., Gagea silvatica (Pers.) Loudon, Gagea reverchonii Degen.

## Trivialnamen
Für den Wald-Gelbstern bestehen bzw. bestanden auch die weiteren deutschsprachigen Trivialnamen: Ackerzwiebel, Ahmdamsblom (Mecklenburg), Erdnüss (Ostpreußen), Feldzwiebel, Gelbstern (Württemberg), Gerstbleaml (Tirol im Pinzgau), Gilbstern (Thüringen), Goldstern, Haberschmirgel (Schlesien), Stern aus Bethlehem (Ulm) und Ziegenlauch (Ostpreußen).

## Bildergalerie

Wald-Gelbstern (Gagea lutea) im südlichen Leipziger Auenwald (Naturschutzgebiet Elster-Pleiße-Auwald)
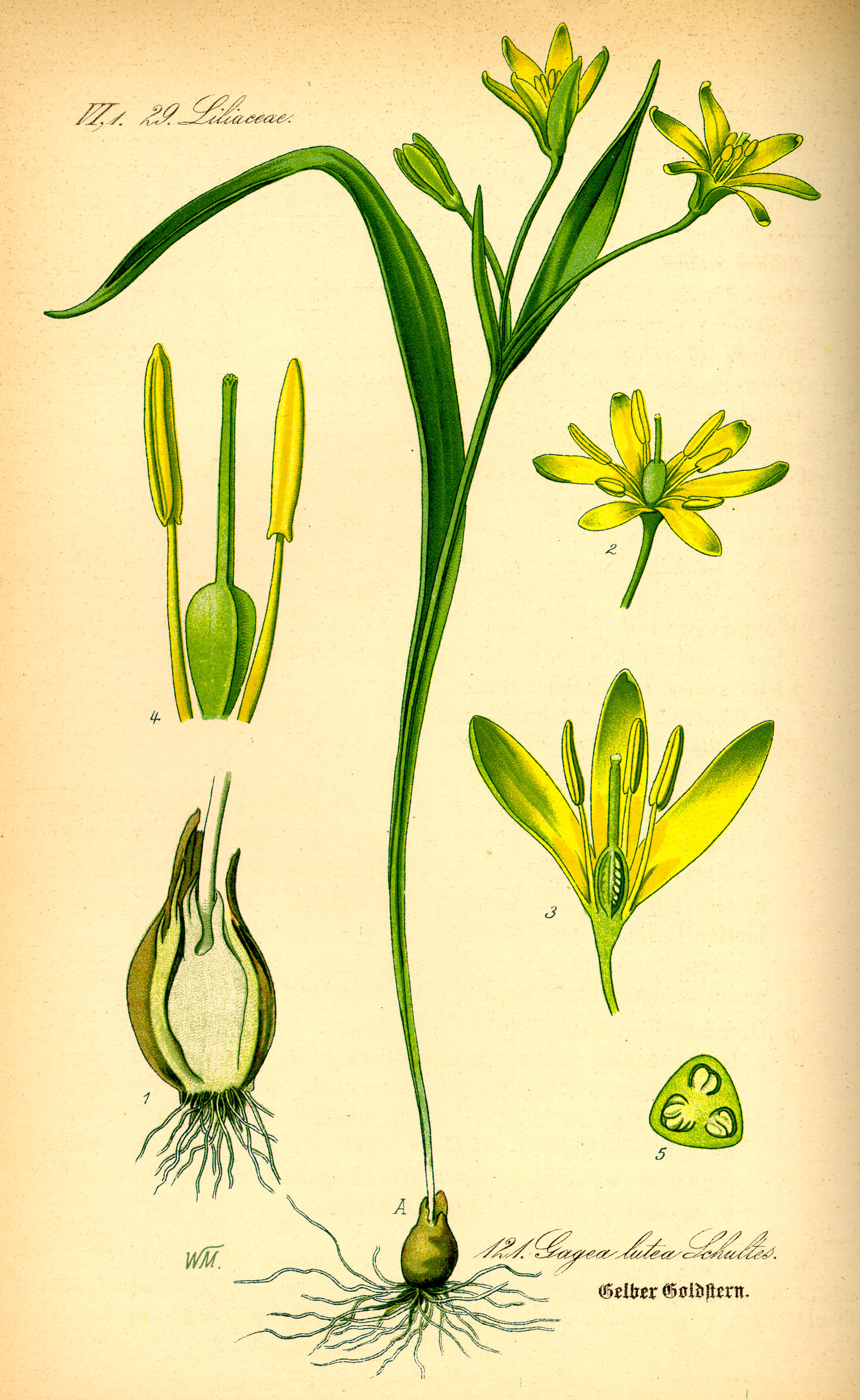
Illustration
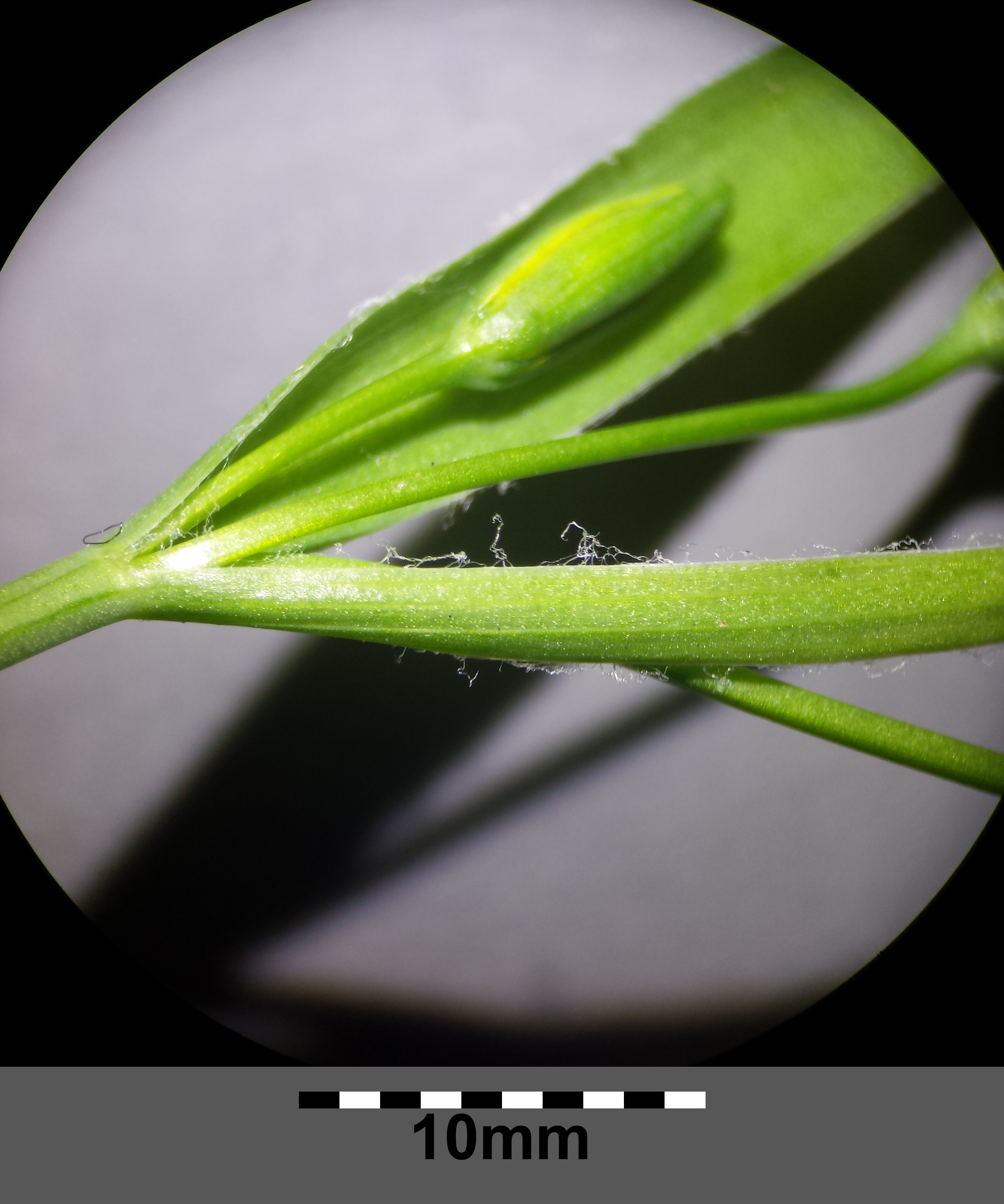
Die Stängelblätter sind spinnwebig bewimpert
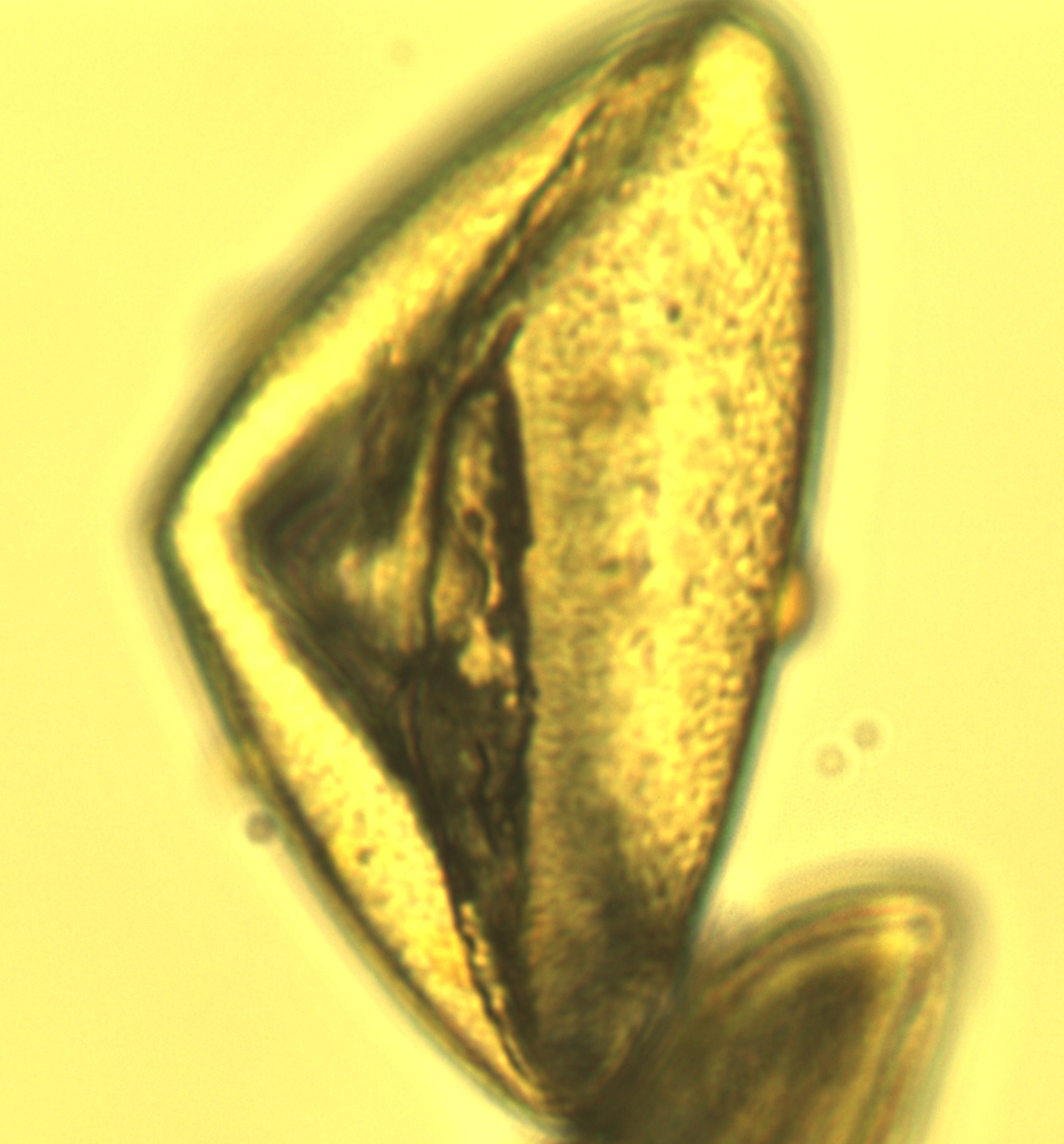
Pollenkorn (400×)
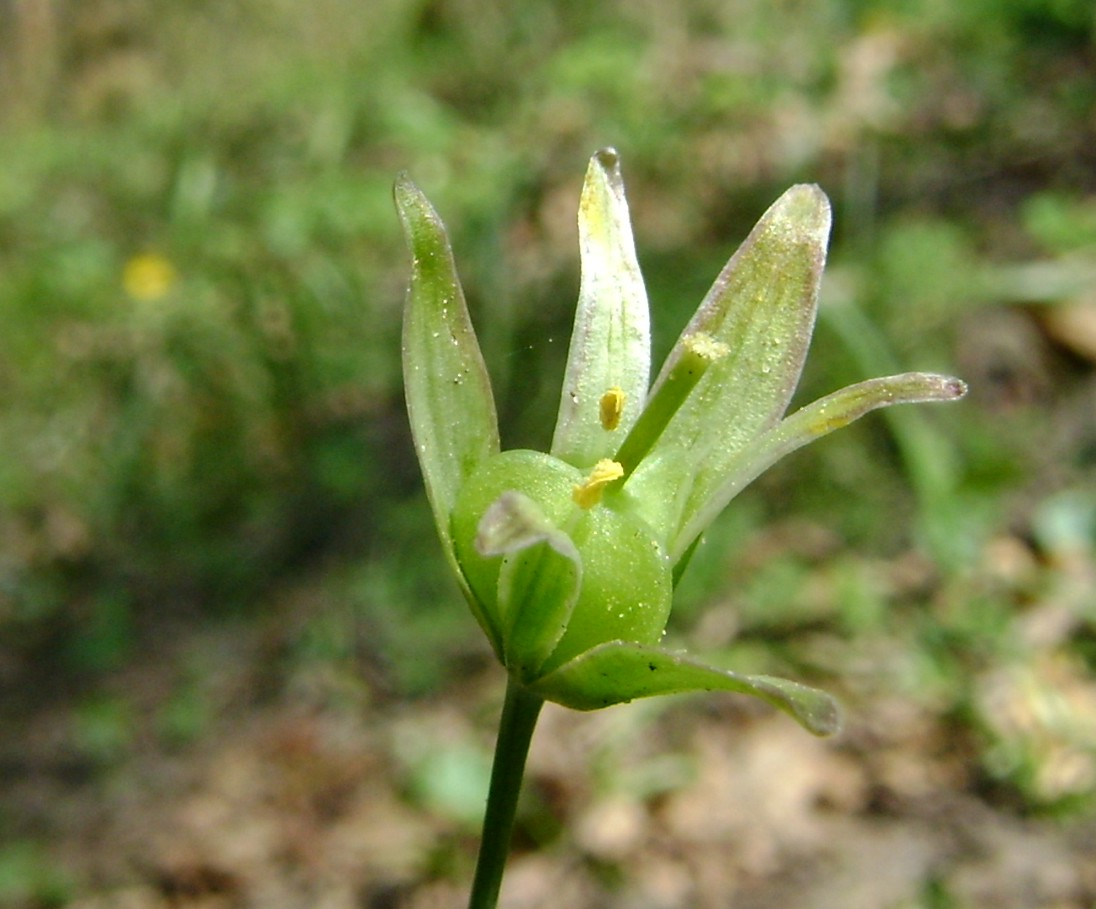
Unreife Kapselfrucht